# ゲパール級大型駆逐艦
| ゲパール級大型駆逐艦                   | ゲパール級大型駆逐艦              | ゲパール級大型駆逐艦              |
| -------------------------------------- | --------------------------------- | --------------------------------- |
| ゲパール級（アメリカ海軍の識別用写真） |                                   |                                   |
| 艦級概観                               |                                   |                                   |
| 艦種                                   | 大型駆逐艦                        | 大型駆逐艦                        |
| 就役開始                               | 1929年8月13日                     | 1929年8月13日                     |
| 喪失                                   | 1945年                            | 1945年                            |
| 前級                                   | シャカル級大型駆逐艦              | シャカル級大型駆逐艦              |
| 次級                                   | エーグル級大型駆逐艦              | エーグル級大型駆逐艦              |
| 性能諸元                               |                                   |                                   |
| 排水量                                 | 基準 2,436トン                    | 基準 2,436トン                    |
| 排水量                                 | 満載 3,200トン                    |                                   |
| 全長                                   | 130.2m                            | 130.2m                            |
| 全幅                                   | 11.76m                            | 11.76m                            |
| 吃水                                   | 4.03m                             | 4.03m                             |
| 機関                                   | 64,000hp 2軸推進                  | 64,000hp 2軸推進                  |
| 機関                                   | ギヤードタービン4缶               | 2基                               |
| 速力                                   | 35.5ノット                        | 35.5ノット                        |
| 航続距離                               | 3,450海里（巡航速度：14.5ノット） | 3,450海里（巡航速度：14.5ノット） |
| 乗員                                   | 209人                             | 209人                             |
| 兵装                                   | 138mm砲                           | 5門                               |
| 兵装                                   | 37mm機関砲                        | 4門                               |
| 兵装                                   | 13mm機銃                          | 4挺                               |
| 兵装                                   | 550mm3連装魚雷発射管              | 2基                               |
| 兵装                                   | 機雷・爆雷                        |                                   |

ゲパール級大型駆逐艦 (Contre-Torpilleur de classe Guépard) は、フランス海軍の大型駆逐艦の艦級。6隻が建造された。
シャカル級大型駆逐艦の改良型であり、新型の138mm砲を採用している。前期の艦名はシャカル級と同様に動物名に由来するが、後期の艦名は過去の会戦と元帥から採られている。
第二次世界大戦において、「ビゾン」が1940年5月のナムソスからの撤退作戦中に沈没した。残る5隻は1942年11月27日にトゥーロンで自沈。その後浮揚され、「リオン」と「ヴァルミ」がイタリア海軍によって「FR21」、「FR24」と命名された。
イタリア海軍では魚雷発射管を撤去し、37mm及び20mm機関砲を増設して高速兵員輸送艦として運用した。1943年9月9日にラ・スペツィアで「FR21」は自沈し、「FR24」はドイツ海軍に捕獲されたが、その後の1945年にジェノヴァで自沈した。
また、「ゲパール」は浮揚されたものの用いられることはなく、1944年3月11日に連合軍の空襲により失われた。

## 同型艦
| 艦名                 | 就役           | 喪失               |
| -------------------- | -------------- | ------------------ |
| ゲパール（Guépard）  | 1929年8月13日  | 1944年3月11日戦没  |
| ビゾン（Bison）      | 1930年10月10日 | 1940年5月3日戦没   |
| リオン（Lion）       | 1931年1月21日  | 1943年9月9日自沈   |
| ヴァルミ（Valmy）    | 1930年1月1日   | 1945年自沈         |
| ヴェルダン（Verdun） | 1930年4月1日   | 1942年11月27日自沈 |
| ヴォーバン（Vauban） | 1931年1月9日   | 1942年11月27日自沈 |

## 参考図書
- 「世界の艦船増刊第17集　第2次大戦のフランス軍艦」(海人社)